# Mistrovství Evropy ve fotbale 2016 – statistiky
Následující článek uvádí podrobnější statistiky Mistrovství Evropy ve fotbale 2016, které se konalo ve Francii od 10. června do 10. července 2016. Góly vstřelené v penaltových rozstřelech se do statistik nezahrnují a utkání jimi rozhodnutá se započítávají jako remízy.
Zvláštností turnaje byl nízký průměrný počet branek na zápas, který po 36 zápasech základních skupin činil 1,92 gólů na utkání, a až po odehrání 15 duelů druhé části se výrazněji přiblížil průměru předchozích evropských šampionátů; celkově padlo 108 branek v 51 duelech, což implikuje průměr 2,12 gólů na zápas; pro srovnání: průměrný počet gólů na zápas ME 2012 je 2,45, ME 2008 2,48, ME 2004 2,48, a ME 2000 dokonce 2,74.[zdroj?]

## Statistiky hráčů

### Střelci
Přehled střelců šampionátu
6 gólů
- Antoine Griezmann

3 góly
- Olivier Giroud
- Dimitri Payet
- Cristiano Ronaldo
- Nani
- Álvaro Morata
- Gareth Bale

2 góly
- Romelu Lukaku
- Radja Nainggolan
- Ivan Perišić
- Mario Gómez
- Balázs Dzsudzsák
- Robbie Brady
- Birkir Bjarnason
- Kolbeinn Sigþórsson
- Graziano Pellè
- Jakub Błaszczykowski
- Bogdan Stancu
- Hal Robson-Kanu

1 gól
- Armando Sadiku
- Eric Dier
- Wayne Rooney
- Daniel Sturridge
- Jamie Vardy
- Toby Alderweireld
- Michy Batshuayi
- Yannick Ferreira Carrasco
- Eden Hazard
- Axel Witsel
- Tomáš Necid
- Milan Škoda
- Paul Pogba
- Nikola Kalinić
- Luka Modrić
- Ivan Rakitić
- Wes Hoolahan
- Jón Daði Böðvarsson
- Gylfi Sigurðsson
- Ragnar Sigurðsson
- Arnór Ingvi Traustason
- Leonardo Bonucci
- Éder
- Emanuele Giaccherini
- Giorgio Chiellini
- Zoltán Gera
- Zoltán Stieber
- Ádám Szalai
- Jérôme Boateng
- Julian Draxler
- Shkodran Mustafi
- Mesut Özil
- Bastian Schweinsteiger
- Robert Lewandowski
- Arkadiusz Milik
- Éder
- Ricardo Quaresma
- Renato Sanches
- Alessandro Schöpf
- Vasilij Berezuckij
- Děnis Glušakov
- Gareth McAuley
- Niall McGinn
- Ondrej Duda
- Marek Hamšík
- Vladimír Weiss
- Nolito
- Gerard Piqué
- Admir Mehmedi
- Xherdan Shaqiri
- Fabian Schär
- Ozan Tufan
- Burak Yılmaz
- Aaron Ramsey
- Neil Taylor
- Sam Vokes
- Ashley Williams

1 vlastní branka
- Ciaran Clark (proti Švédsku)
- Birkir Már Sævarsson (proti Maďarsku)
- Gareth McAuley (proti Walesu)

### Asistence
Přehled gólových asistentů šampionátu
4 asistence
- Eden Hazard
- Aaron Ramsey

3 asistence
- Cristiano Ronaldo

2 asistence
- Kevin De Bruyne
- Olivier Giroud
- Antoine Griezmann
- Dimitri Payet
- Kári Árnason
- Kamil Grosicki

1 asistence
- Ledian Memushaj
- Dele Alli
- Thomas Meunier
- Radja Nainggolan
- Tomáš Rosický
- André-Pierre Gignac
- N'Golo Kanté
- Blaise Matuidi
- Adil Rami
- Bacary Sagna
- Marcelo Brozović
- Nikola Kalinić
- Ivan Perišić
- Séamus Coleman
- Wes Hoolahan
- Theodór Elmar Bjarnason
- Jón Daði Böðvarsson
- Jóhann Berg Guðmundsson
- Gylfi Sigurðsson
- Ari Freyr Skúlason
- Leonardo Bonucci
- Antonio Candreva
- Matteo Darmian
- Emanuele Giaccherini
- Simone Zaza
- László Kleinheisler
- Nemanja Nikolić
- Tamás Priskin
- Julian Draxler
- Jonas Hector
- Toni Kroos
- Thomas Müller
- Mesut Özil
- Jakub Błaszczykowski
- Arkadiusz Milik
- André Gomes
- Raphaël Guerreiro
- João Mário
- João Moutinho
- Nani
- Ricardo Quaresma
- David Alaba
- Oleg Šatov
- Georgij Ščennikov
- Stuart Dallas
- Oliver Norwood
- Marek Hamšík
- Róbert Mak
- Vladimír Weiss
- Jordi Alba
- Francesc Fàbregas
- Andrés Iniesta
- Nolito
- Zlatan Ibrahimović
- Eren Derdiyok
- Xherdan Shaqiri
- Emre Mor
- Mehmet Topal
- Joe Allen
- Gareth Bale
- Chris Gunter

### Čistá konta
Přehled brankářů s nejvíce nulami na šampionátu;v závorce jsou uvedeny počty brankářem odehraných zápasů a počty zápasů, k nimž nastoupila daná reprezentace
4 čistá konta
- Manuel Neuer (6 ze 6 utkání)
- Rui Patrício (7 ze 7 utkání)

3 čistá konta
- Thibaut Courtois (5 ze 5 utkání)
- Hugo Lloris (7 ze 7 utkání)
- Gianluigi Buffon (4 z 5 utkání)

2 čistá konta
- Łukasz Fabiański (4 z 5 utkání)
- David de Gea (4 z 4 utkání)
- Yann Sommer (4 z 4 utkání)
- Wayne Hennessey (5 ze 6 utkání)

1 čisté konto
- Etrit Berisha (3 ze 3 utkání)
- Joe Hart (4 ze 4 utkání)
- Danijel Subašić (4 z 4 utkání)
- Darren Randolph (4 z 4 utkání)
- Gábor Király (4 z 4 utkání)
- Wojciech Szczęsny (1 z 5 utkání)
- Robert Almer (3 ze 3 utkání)
- Michael McGovern (4 z 4 utkání)
- Matúš Kozáčik (4 z 4 utkání)
- Volkan Babacan (3 ze 3 utkání)

### Žluté karty
Přehled hráčů alespoň jednou potrestaných žlutou kartou

#### 3 žluté karty
- N'Golo Kanté
- Bartosz Kapustka
- William Carvalho

#### 2 žluté karty
- Lorik Cana
- Burim Kukeli
- Marouane Fellaini
- Thomas Vermaelen
- Laurent Koscielny
- Adil Rami
- Samuel Umtiti
- Jeff Hendrick
- Birkir Bjarnason
- Alfreð Finnbogason
- Mattia De Sciglio
- Thiago Motta
- Graziano Pellè
- Tamás Kádár
- Mats Hummels
- Mesut Özil
- Bastian Schweinsteiger
- Artur Jędrzejczyk
- Aleksandar Dragović
- Stuart Dallas
- Juraj Kucka
- Martin Škrtel
- Fabian Schär
- Hakan Balta
- Ben Davies
- James Chester
- Aaron Ramsey

#### 1 žlutá karta
- Amir Abrashi
- Migjen Basha
- Elseid Hysaj
- Ergys Kaçe
- Mërgim Mavraj
- Ledian Memushaj
- Ryan Bertrand
- Gary Cahill
- Daniel Sturridge
- Toby Alderweireld
- Michy Batshuayi
- Thomas Meunier
- Jan Vertonghen
- Axel Witsel
- David Limberský
- David Pavelka
- Jaroslav Plašil
- Tomáš Sivok
- Marek Suchý
- Josef Šural
- Patrice Evra
- Olivier Giroud
- Blaise Matuidi
- Paul Pogba
- Milan Badelj
- Marcelo Brozović
- Duje Čop
- Ivan Perišić
- Marko Rog
- Darijo Srna
- Ivan Strinić
- Domagoj Vida
- Šime Vrsaljko
- Séamus Coleman
- Shane Long
- James McCarthy
- Stephen Ward
- Glenn Whelan
- Kári Árnason
- Jóhann Berg Guðmundsson
- Aron Gunnarsson
- Hannes Þór Halldórsson
- Birkir Már Sævarsson
- Kolbeinn Sigþórsson
- Gylfi Sigurðsson
- Ari Freyr Skúlason
- Andrea Barzagli
- Leonardo Bonucci
- Gianluigi Buffon
- Daniele De Rossi
- Éder
- Emanuele Giaccherini
- Giorgio Chiellini
- Lorenzo Insigne
- Marco Parolo
- Salvatore Sirigu
- Stefano Sturaro
- Simone Zaza
- Balázs Dzsudzsák
- Ákos Elek
- Zoltán Gera
- Richárd Guzmics
- Roland Juhász
- László Kleinheisler
- Ádám Lang
- Ádám Nagy
- Krisztián Németh
- Ádám Szalai
- Jérôme Boateng
- Emre Can
- Julian Draxler
- Sami Khedira
- Joshua Kimmich
- Kamil Glik
- Kamil Grosicki
- Krzysztof Mączyński
- Michał Pazdan
- Sławomir Peszko
- Łukasz Piszczek
- Bruno Alves
- José Fonte
- Raphaël Guerreiro
- João Mário
- Rui Patrício
- Pepe
- Ricardo Quaresma
- Cristiano Ronaldo
- Adrien Silva
- Cédric Soares
- Christian Fuchs
- Martin Harnik
- Martin Hinteregger
- Marc Janko
- Alessandro Schöpf
- Alexandru Chipciu
- Vlad Chiricheș
- Dragoș Grigore
- Claudiu Keșerü
- Alexandru Mățel
- Adrian Popa
- Andrei Prepeliță
- Răzvan Raț
- Cristian Săpunaru
- Gabriel Torje
- Pavel Mamajev
- Georgij Ščennikov
- Craig Cathcart
- Steven Davis
- Jonny Evans
- Jamie Ward
- Ján Ďurica
- Patrik Hrošovský
- Róbert Mak
- Viktor Pečovský
- Vladimír Weiss
- Sergio Busquets
- Nolito
- Sergio Ramos
- David Silva
- Albin Ekdal
- Erik Johansson
- Victor Lindelöf
- Martin Olsson
- Valon Behrami
- Johan Djourou
- Breel Embolo
- Granit Xhaka
- İsmail Köybaşı
- Volkan Şen
- Cenk Tosun
- Ozan Tufan
- Burak Yılmaz
- Jevhen Konopljanka
- Oleksandr Kucher
- Ruslan Rotaň
- Jevhen Selezňov
- Serhij Sydorčuk
- Joe Allen
- Gareth Bale
- Chris Gunter
- Neil Taylor
- Sam Vokes

### Červené karty
Přehled hráčů nejméně jednou potrestaných červenou kartou (přímo i po dvou žlutých kartách)
- Lorik Cana
- Shane Duffy
- Aleksandar Dragović

## Statistiky mistrovství

### Souhrny šampionátu
| Údaj                                                                              | Hodnota | Průměr na zápas | Úspěšnost |
| --------------------------------------------------------------------------------- | ------- | --------------- | --------- |
| Celkový počet zápasů                                                              | 51      |                 |           |
| Celkový počet zápasů skupinové fáze                                               | 36      |                 |           |
| Celkový počet zápasů vyřazovací části                                             | 15      |                 |           |
| Celkový počet gólů                                                                | 108     | 2,12            |           |
| Celkový počet gólů v utkáních skupinové fáze                                      | 69      | 1,92            |           |
| Celkový počet gólů v utkáních vyřazovací části                                    | 39      | 2,60            |           |
| Celkový počet proměněných / nařízených pokutových kopů                            | 8 / 12  | 0,16 / 0,24     | 66,67 %   |
| Celkový počet proměněných / nařízených pokutových kopů v duelech skupinové fáze   | 4 / 7   | 0,11 / 0,19     | 57,14 %   |
| Celkový počet proměněných / nařízených pokutových kopů v duelech vyřazovací části | 4 / 5   | 0,27 / 0,33     | 80,00 %   |
| Počet bezbrankových zápasů                                                        | 4       | 0,08            |           |
| Počet bezbrankových zápasů po základní hrací době                                 | 6       | 0,12            |           |
| Počet bezbrankových zápasů skupinové fáze                                         | 4       | 0,11            |           |
| Počet bezbrankových zápasů vyřazovací části                                       | 0       | 0,00            |           |
| Počet penaltových rozstřelů                                                       | 3       | 0,20            |           |

### Utkání s významnými statistikami gólů a trestů
| Údaj                                                                  | Den    | Celek       | Soupeř      | Skóre     | Kontext        | Poznámka                    |
| --------------------------------------------------------------------- | ------ | ----------- | ----------- | --------- | -------------- | --------------------------- |
| První vstřelená branka                                                | 10. 6. | Francie     | Rumunsko    | 2:1       | 1. kolo sk. A  | 57' — Olivier Giroud        |
| Zápas skupinové fáze s nejvíce góly                                   | 22. 6. | Maďarsko    | Portugalsko | 3:3       | 3. kolo sk. F  | 6 gólů                      |
| Zápas vyřazovací části s nejvíce góly                                 | 3. 7.  | Francie     | Island      | 5:2       | 4. čtvrtfinále | 7 gólů                      |
| Nejkratší rozestup mezi dvojicí branek ve skupinové fázi — 3 minuty   | 17. 6. | Španělsko   | Turecko     | 3:0       | 2. kolo sk. D  | 34', 37' — Španělsko        |
| Nejkratší rozestup mezi dvojicí branek ve skupinové fázi — 3 minuty   | 22. 6. | Maďarsko    | Portugalsko | 3:3       | 3. kolo sk. F  | 47' , 50'                   |
| Nejkratší rozestup mezi dvojicí branek ve vyřazovací části — 2 minuty | 26. 6. | Belgie      | Maďarsko    | 4:0       | 6. osmifinále  | 78', 80' — Belgie           |
| Nejkratší rozestup mezi dvojicí branek ve vyřazovací části — 2 minuty | 27. 6. | Anglie      | Island      | 1:2       | 8. osmifinále  | 4' (pen.), 6'               |
| Nejkratší rozestup mezi dvojicí branek ve vyřazovací části — 2 minuty | 3. 7.  | Francie     | Island      | 5:2       | 4. čtvrtfinále | 43', 45' — Francie          |
| Nejstarší střelec gólu — 37 let, 61 dní                               | 22. 6. | Maďarsko    | Portugalsko | 3:3       | 3. kolo sk. F  | 19' — Zoltán Gera           |
| Nejmladší střelec gólu — 18 let, 317 dní                              | 30. 6. | Portugalsko | Polsko      | 1:1 (5:3) | 1. čtvrtfinále | 33' — Renato Sanches        |
| První žlutá karta                                                     | 10. 6. | Rumunsko    | Francie     | 1:2       | 1. kolo sk. A  | 32' — Vlad Chiricheș        |
| První červená karta                                                   | 11. 6. | Albánie     | Švýcarsko   | 0:1       | 1. kolo sk. A  | 36' — Lorik Cana — po 2. ŽK |
| Max. karet v zápasu skupinové fáze — 8                                | 11. 6. | Albánie     | Švýcarsko   | 0:1       | 1. kolo sk. A  | ŽK: 5 + 2, ČK: 1            |
| Max. karet v zápasu vyřazovací fáze — 10                              | 10. 7. | Portugalsko | Francie     | 1:0pp     | finále         | ŽK: 6 + 4, ČK: 0            |

### Statistiky vstřelených gólů týmů
| Údaj                                      | Hodnota | Celek    | Soupeři a dílčí počty gólů | Poznámka             |
| ----------------------------------------- | ------- | -------- | -------------------------- | -------------------- |
| Nejvyšší počet vstřelených gólů           | 13      | Francie  | 2, 0, 2, 5, 2, 0           | průměr 1,86 na zápas |
| Nejvyšší průměr vstřelených gólů na zápas | 1,86    | Francie  | 2, 0, 2, 5, 2, 0           | 13 gólů v 7 zápasech |
| Nejnižší počet vstřelených gólů           | 0       | Ukrajina | 0, 0                       | průměr 0,00 na zápas |
| Nejnižší průměr vstřelených gólů na zápas | 0,00    | Ukrajina | 0, 0                       | 0 gólů ve 3 zápasech |

Dalším mužstvem, jehož hráči na turnaji nevstřelili žádný gól, byli Švédové, jejichž jedinou branku v zápase s Irskem vsítil do vlastní brány obránce Ciaran Clark.

### Statistiky inkasovaných branek týmy
| Údaj                                       | Hodnota | Celek       | Soupeři a dílčí počty gólů | Poznámka               |
| ------------------------------------------ | ------- | ----------- | -------------------------- | ---------------------- |
| Nejvyšší počet obdržených branek           | 9       | Island      | 1, 5                       | průměr 1,80 na zápas   |
| Nejvyšší průměr obdržených branek na zápas | 2,00    | Maďarsko    | 0, 1, 3, 4                 | 8 branek ve 4 zápasech |
| Nejvyšší průměr obdržených branek na zápas | 2,00    | Rusko       | 1, 2, 3                    | 6 branek ve 3 zápasech |
| Nejnižší počet obdržených branek           | 2       | Itálie      | 0, 1, 0, 1                 | průměr 0,40 na zápas   |
| Nejnižší počet obdržených branek           | 2       | Polsko      | 0, 1, 1                    | průměr 0,40 na zápas   |
| Nejnižší počet obdržených branek           | 2       | Švýcarsko   | 0, 1, 0, 1                 | průměr 0,50 na zápas   |
| Nejnižší průměr obdržených branek na zápas | 0,40    | Itálie      | 0, 1, 0, 1                 | 2 branky v 5 zápasech  |
| Nejnižší průměr obdržených branek na zápas | 0,40    | Polsko      | 0, 1, 1                    | 2 branky v 5 zápasech  |
| Nejvíce čistých kont jednoho brankáře      | 4       | Německo     | 0, 1, 2                    | Manuel Neuer           |
| Nejvíce čistých kont jednoho brankáře      | 4       | Portugalsko | 1, 0, 3, 0, 1, 0, 0        | Rui Patrício           |

### Nejvíce gólů jednoho mužstva v jednom zápasu
| #  | Datum       | Počet gólů | Celek       | Soupeř      | Výsledek | Kontext           | Minuty                  |
| -- | ----------- | ---------- | ----------- | ----------- | -------- | ----------------- | ----------------------- |
| 1. | 17. června  | 3          | Španělsko   | Turecko     | 3:0      | 2. kolo skupiny D | 34., 37., 48.           |
| 2. | 18. června  | 3          | Belgie      | Irsko       | 3:0      | 2. kolo skupiny E | 48., 61., 70.           |
| 3. | 20. června  | 3          | Wales       | Rusko       | 3:0      | 3. kolo skupiny B | 11., 20., 67.           |
| 4. | 22. června  | 3          | Maďarsko    | Portugalsko | 3:3      | 3. kolo skupiny F | 19., 47., 55.           |
| 5. | 22. června  | 3          | Portugalsko | Maďarsko    | 3:3      | 3. kolo skupiny F | 42., 50., 62.           |
| 6. | 26. června  | 4          | Belgie      | Maďarsko    | 4:0      | 6. osmifinále     | 10., 78., 80., 90+1.    |
| 7. | 1. července | 3          | Wales       | Belgie      | 3:1      | 2. čtvrtfinále    | 31., 55., 86.           |
| 8. | 2. července | 5          | Francie     | Island      | 5:2      | 4. čtvrtfinále    | 12., 20., 43., 45., 59. |

### Nejvíce branek jednoho hráče v jednom zápasu
| #  | Datum       | Střelec           | Počet gólů | Celek       | Soupeř      | Výsledek | Kontext           | Minuty     |
| -- | ----------- | ----------------- | ---------- | ----------- | ----------- | -------- | ----------------- | ---------- |
| 1. | 17. června  | Álvaro Morata     | 2          | Španělsko   | Turecko     | 3:0      | 2. kolo skupiny D | 34., 48.   |
| 2. | 18. června  | Romelu Lukaku     | 2          | Belgie      | Irsko       | 3:0      | 2. kolo skupiny E | 48., 70.   |
| 3. | 22. června  | Balázs Dzsudzsák  | 2          | Maďarsko    | Portugalsko | 3:3      | 3. kolo skupiny F | 47., 55.   |
| 4. | 22. června  | Cristiano Ronaldo | 2          | Portugalsko | Maďarsko    | 3:3      | 3. kolo skupiny F | 50., 62.   |
| 5. | 26. června  | Antoine Griezmann | 2          | Francie     | Irsko       | 2:1      | 4. osmifinále     | 58., 61.   |
| 6. | 3. července | Olivier Giroud    | 2          | Francie     | Island      | 5:2      | 4. čtvrtfinále    | 12., 59.   |
| 7. | 7. července | Antoine Griezmann | 2          | Francie     | Německo     | 2:0      | 2. semifinále     | 45+2., 72. |

### Nejrychlejší úvodní góly
| #  | Den        | Střelec            | Sek. | Min. | Celek     | Soupeř      | Výsledek  | Kontext           | Poznámka |
| -- | ---------- | ------------------ | ---- | ---- | --------- | ----------- | --------- | ----------------- | -------- |
| 4. | 11. června | Fabian Schär       |      | 5.   | Švýcarsko | Albánie     | 0:1       | 1. kolo skupiny A |          |
| 6. | 21. června | Álvaro Morata      |      | 7.   | Španělsko | Chorvatsko  | 1:2       | 3. kolo skupiny D |          |
| 2. | 26. června | Robbie Brady       | 119. | 2.   | Irsko     | Francie     | 1:2       | 4. osmifinále     | penalta  |
| 7. | 26. června | Jérôme Boateng     |      | 8.   | Německo   | Slovensko   | 3:0       | 6. osmifinále     |          |
| 3. | 27. června | Wayne Rooney       |      | 4.   | Anglie    | Island      | 1:2       | 8. osmifinále     | penalta  |
| 5. | 27. června | Ragnar Sigurðsson  |      | 6.   | Island    | Anglie      | 2:1       | 8. osmifinále     |          |
| 1. | 30. června | Robert Lewandowski | 100. | 2.   | Polsko    | Portugalsko | 1:1 (3:5) | 1. čtvrtfinále    |          |

### Pozdní uzavírací branky — bez prodloužení
| #  | Den        | Střelec                   | Minuta | Celek         | Soupeř    | Výsledek | Kontext           | Poznámka |
| -- | ---------- | ------------------------- | ------ | ------------- | --------- | -------- | ----------------- | -------- |
| 5. | 11. června | Vasilij Berezuckij        | 90+2.  | Rusko         | Anglie    | 1:1      | 1. kolo skupiny B |          |
| 5. | 12. června | Bastian Schweinsteiger    | 90+2.  | Německo       | Ukrajina  | 2:0      | 1. kolo skupiny C |          |
| 4. | 13. června | Graziano Pellè            | 90+3.  | Itálie        | Belgie    | 2:0      | 1. kolo skupiny E |          |
| 1. | 15. června | Dimitri Payet             | 90+6.  | Francie       | Albánie   | 2:0      | 2. kolo skupiny A |          |
| 5. | 16. června | Daniel Sturridge          | 90+2.  | Anglie        | Wales     | 2:1      | 2. kolo skupiny B |          |
| 1. | 16. června | Niall McGinn              | 90+6.  | Severní Irsko | Ukrajina  | 2:0      | 2. kolo skupiny C |          |
| 3. | 22. června | Arnór Ingvi Traustason    | 90+4.  | Island        | Rakousko  | 2:1      | 3. kolo skupiny F |          |
| 8. | 26. června | Yannick Ferreira Carrasco | 90+1.  | Belgie        | Maďarsko  | 4:0      | 6. osmifinále     |          |
| 8. | 27. června | Graziano Pellè            | 90+1.  | Itálie        | Španělsko | 2:0      | 7. osmifinále     |          |

### Pozdní uzavírací branky — s prodloužením
| #  | Den          | Střelec          | Min. | Celek       | Soupeř     | Výsledek | Kontext       | Poznámka |
| -- | ------------ | ---------------- | ---- | ----------- | ---------- | -------- | ------------- | -------- |
| 1. | 25. června   | Ricardo Quaresma | 117. | Portugalsko | Chorvatsko | 1:0pp    | 3. osmifinále |          |
| 2. | 10. července | Éder             | 109. | Portugalsko | Francie    | 1:0pp    | finále        |          |

### Vlastní góly
| #  | Den        | Střelec              | Min. | Celek         | Soupeř   | Výsledek | Kontext           |
| -- | ---------- | -------------------- | ---- | ------------- | -------- | -------- | ----------------- |
| 1. | 13. června | Ciaran Clark         | 71.  | Irsko         | Švédsko  | 1:1      | 1. kolo skupiny E |
| 2. | 18. června | Birkir Már Sævarsson | 8.   | Island        | Maďarsko | 1:1      | 2. kolo skupiny F |
| 3. | 25. června | Gareth McAuley       | 75.  | Severní Irsko | Wales    | 0:1      | 2. osmifinále     |

### Proměněné penalty
| #  | Den    | Exekutor           | Celek    | Soupeř     | Výsledek  | Kontext             | Min.  | Brankář            |
| -- | ------ | ------------------ | -------- | ---------- | --------- | ------------------- | ----- | ------------------ |
| 1. | 10. 6. | Bogdan Stancu      | Rumunsko | Francie    | 1:2       | 1. zápas ME (sk. A) | 65.   | Hugo Lloris        |
| 2. | 15. 6. | Bogdan Stancu      | Rumunsko | Švýcarsko  | 1:1       | 2. kolo skupiny A   | 18.   | Yann Sommer        |
| 3. | 17. 6. | Tomáš Necid        | Česko    | Chorvatsko | 2:2       | 2. kolo skupiny D   | 89.   | Danijel Subašić    |
| 4. | 18. 6. | Gylfi Sigurðsson   | Island   | Maďarsko   | 1:1       | 2. kolo skupiny F   | 40.   | Gábor Király       |
| 5. | 26. 6. | Robbie Brady       | Irsko    | Francie    | 1:2       | 4. osmifinále       | 2.    | Hugo Lloris        |
| 6. | 27. 6. | Wayne Rooney       | Anglie   | Island     | 1:2       | 8. osmifinále       | 4.    | H. Þór Halldórsson |
| 7. | 2. 7.  | Leonardo Bonucci   | Itálie   | Německo    | 1:1 (5:6) | 3. čtvrtfinále      | 78.   | Manuel Neuer       |
| 8. | 7. 7.  | Antoinne Griezmann | Francie  | Německo    | 2:0       | 2. semifinále       | 45+2. | Manuel Neuer       |

### Neproměněné penalty
| #  | Den    | Exekutor            | Celek       | Soupeř     | Výsl. | Kontext       | Min. | Brankář            | Pozn.  |
| -- | ------ | ------------------- | ----------- | ---------- | ----- | ------------- | ---- | ------------------ | ------ |
| 1. | 18. 6. | Cristiano Ronaldo   | Portugalsko | Rakousko   | 0:0   | 2. kolo sk. F | 79.  | Robert Almer       | tyč    |
| 2. | 21. 6. | Sergio Ramos        | Španělsko   | Chorvatsko | 1:2   | 3. kolo sk. D | 70.  | Danijel Subašić    | gólman |
| 3. | 22. 6. | Aleksandar Dragović | Rakousko    | Island     | 1:2   | 3. kolo sk. F | 37.  | H. Þór Halldórsson | tyč    |
| 4. | 26. 6. | Mesut Özil          | Německo     | Slovensko  | 3:0   | 5. osmifinále | 14.  | Matúš Kozáčik      | gólman |

### Statistika karetních trestů
| Údaj                                       | Žluté karty | Žluté karty     | Červené karty | Červené karty   |
| Údaj                                       | Počet       | Průměr na zápas | Počet         | Průměr na zápas |
| ------------------------------------------ | ----------- | --------------- | ------------- | --------------- |
| Karetní tresty udělené ve skupinové fázi   | 130         | 3,61            | 2             | 0,06            |
| Karetní tresty udělené ve vyřazovací části | 75          | 5,00            | 1             | 0,07            |
| Celkem                                     | 205         | 4,02            | 3             | 0,06            |